# Seddin (Seddiner See)
Seddin è una frazione del comune tedesco di Seddiner See, nel Brandeburgo.

## Storia
Seddin fu nominata per la prima volta nel 1375.

Nel 1993 il comune di Seddin venne fuso con i comuni di Kähnsdorf e Neuseddin, formando il nuovo comune di Seddiner See.